# Kai Dittmann
Kai Dittmann (* 25. August 1966 in Walsrode) ist ein deutscher Fußball- und Tenniskommentator.

## Leben und Wirken
Dittmann, der in Langenhagen und Düsseldorf aufgewachsen ist, hat an der Universität Göttingen studiert und war danach in Hannover freier Mitarbeiter beim Norddeutschen Rundfunk (NDR), bei dem er schließlich als Redakteur begann. In Hamburg arbeitete er in der NDR-Sportredaktion und als Reporter der Bundesligakonferenz im ARD-Hörfunk, ehe er zu Sky Deutschland/Premiere wechselte. Dort berichtete Dittmann von den Fußball-Weltmeisterschaften 2006 und 2010; außerdem war er Kommentator der Endspiele im UEFA Cup 2007 und 2010 sowie der Europa League 2011, 2014 und 2015. Derzeit berichtet er aus der Bundesliga, der Champions League und der UEFA Europa League. In den Jahren 2008 und 2009 kommentierte er im Rahmen von Champions TV für Sat.1, das von Premiere produziert wurde, die Champions-League-Finalspiele. Im Sommer 2015 war er bei Sky erstmals als Tennis-Kommentator aus Wimbledon zu hören.
Kai Dittmann war für seine Kommentare 2008, 2010 und 2013 für den Deutschen Fernsehpreis nominiert.

## Persönliches
Kai Dittmann ist verheiratet.